# 克里捷
48°36′35″N 22°42′3″E / 48.60972°N 22.70083°E
克里捷（烏克蘭語：Крите），是烏克蘭的村落，位於該國西部外喀爾巴阡州，由穆卡切沃區負責管轄，面積0.66平方公里，海拔高度449米，2001年人口346，人口密度每平方公里522.66人。